# مانایا
مانایا (ایتالیایی: Mannaja) یک وسترن اسپاگتی ایتالیایی به کارگردانی سرجو مارتینو است که در سال ۱۹۷۷ منتشر شد.

## بازیگران
- مائوریتسیو مرلی
- جان استاینر
- زونیا ژانین
- انتسو فی‌یرمونته
- فیلیپ لروآ
- مرتین بروشار
- آنتونیو کازاله
- ریک باتالیا
- انتسو ماجو
- سوفیا لومباردو
- دانلد اوبراین
- سالواتوره پونتیلو